# Anna Sophia Folch
Anna Sophia Folch (Rio de Janeiro, 18 de agosto de 1985) é uma atriz brasileira.

## Biografia
Atuou no filme do diretor Cacá Diegues, O Maior Amor do Mundo, como Flora, mãe do personagem interpretado por José Wilker.
Seu primeiro papel na televisão foi como protagonista na telenovela de época Paixões Proibidas, de parceria da TV Bandeirantes com a RTP, interpretando Teresa Dias.
Foi uma das protagonistas da novela das seis da Rede Globo, Ciranda de Pedra. Ana interpretou moralista Bruna Prado (que apesar de casada sente-se atraída pelo advogado Rogério (Cláudio Fontana) que trabalha no escritório de seu pai), uma das três filhas dos personagens de Ana Paula Arósio e Daniel Dantas. Onde em determinado momento da trama é agredida pelo marido, o mau-caráter e vigarista Afonso (Caio Blat).

### Vida pessoal
No dia 6 de setembro de 2008, casou-se com o também ator Ângelo Paes Leme, em Petrópolis, região serrana do Rio de Janeiro. Em 19 de outubro de 2011 nasceu o primeiro filho do casal, Caetano.

## Filmografia

### Televisão
| Ano           | Título                   | Personagem                      | Notas                           |
| ------------- | ------------------------ | ------------------------------- | ------------------------------- |
| 2006          | Paixões Proibidas        | Teresa Dias                     |                                 |
| 2008          | Ciranda de Pedra         | Bruna Toledo Silva Prado Müller |                                 |
| 2011          | Cara Metade              | Nina                            |                                 |
| 2011          | Adorável Psicose         | Carla Brown                     | Episódio: "O Universo Paralelo" |
| 2013          | Lado a Lado              | Heloísa                         | Episódio: "15 de janeiro"       |
| 2013          | Surtadas na Yoga         | Marion                          |                                 |
| 2019–presente | Detetives do Prédio Azul | Rúbia Leal Bisâncio Vega        |                                 |

### Cinema
| Ano  | Título                | Personagem               |
| ---- | --------------------- | ------------------------ |
| 2006 | O Maior Amor do Mundo | Flora                    |
| 2008 | Apenas o Fim          | Cris                     |
| 2025 | D.P.A. 4 - O Filme    | Rúbia Leal Bisâncio Vega |